# Брод Кап Аркона
Брод Кап Аркона био је немачки луксузни прекоокеански брод, од 27.500 бруто регистарских тона, који је путовао на линији Хамбург-Јужна Америка. Име је добио по рту Аркона на острву Риген у северној Немачкој. Поринут је 1927. и сматран једним од најлепших на свету. 
Од 1940. брод је коришћен за војне потребе у Другом светском рату. 
Маја 1945. брод се налазио у луци Либек пун ратних заробљеника (углавном руских и пољских), када га је грешком потопила британска авијација. Тада је погинуло преко 4000 заробљеника. 